# Eduardo Boscá
Eduardo Boscá Casanoves (Valencia, 12 de febrero de 1843 -Valencia, 28 de mayo de 1924) fue un médico y naturalista español.

## Biografía
Con 20 años se obtuvo el grado de Bachiller en el Instituto Provincial de Segunda Enseñanza de Valencia y en 1869 se licenció en Medicina y Cirugía en la Universidad de Valencia. Ese mismo año inició su labor docente como profesor auxiliar de Fisiología e Higiene veterinarias en la Escuela de Agricultura y Veterinaria de la Diputación de Valencia, donde estuvo también como alumno, obteniendo el título de veterinario de primera en 1870. Al año siguiente comienza los estudios de ciencias en la Universidad Central, en Madrid (más tarde llamada Universidad de Madrid)donde obtuvo la licenciatura y el grado de doctorado en Ciencias
En 1876 obtiene la plaza de catedrático del Instituto Provincial de Ciudad Real y en esa etapa retoma con fuerza sus trabajos sobre los anfibios y los reptiles españoles, ya iniciados en su época de formación, espoleado por el que fue su maestro Rafael Cisternas.  
Durante los 6 años de catedrático se afianza en esta faceta, por la cual se le considera uno de los iniciadores de los estudios herpetológicos en España. Es autor del Catálogo de reptiles y anfibios de la península ibérica y las islas Baleares, publicado originalmente en francés (1878) y después en castellano (1879) y posteriormente corregido y ampliado (1881). Se interesó también por la botánica. Publicó Memoria sobre los hongos comestibles y venenosos de la provincia de Valencia (1873). 
Durante su estancia en el Instituto de Ciudad Real describió varias especies de anfibios y reptiles como la víbora hocicuda (Vipera latastei), el sapo partero ibérico (Alytes cisternasii), el eslizón ibérico (Chalcides bedriagai) y la lagartija de las Pitiusas (Podarcis pityusensis). 
En 1883 regresa a Valencia al obtener el cargo de jardinero mayor del Jardín botánico de Valencia y en 1892 consigue la cátedra de Historia Natural en la Universidad de Valencia, lo que implicaba la dirección del Museo de Historia Natural de la Universidad de Valencia y del Jardín Botánico. Fue decano de la Facultad de Ciencias. Bajo su dirección el Museo reunió más de 43.000 piezas.
En 1900 es nombrado director del Gabinete Paleontológico que albergaba la impresionante colección que José Rodrigo Botet donó a la ciudad de Valencia, y se encarga de su estudio, documentación e interpretación. A esta tarea y a intentar encontrar un sitio digno para la colección (con escaso éxito) le dedica varios años de su vida, además de publicar varios trabajos y comunicaciones científicas.
Rafael Cisternas le influyó notablemente en la orientación de su carrera y en asumir los postulados de la teoría de la evolución de Charles Darwin; tanto es así que en 1909 participó activamente en el único homenaje que se celebró en España en el centenario del nacimiento de Darwin, al que acudió como invitado Miguel de Unamuno, entonces rector de la Universidad de Salamanca.  
Entre 1909 y 1911 realiza varios viajes por Europa y Sudamérica con el objeto de visitar varios museos y colecciones paleontológicas junto con su hijo, Antimo Boscá Seytre
Tras su jubilación en 1913 recupera el estudio de los anfibios y reptiles que había abandonado al regresar a Valencia; realiza algunas excursiones herpetológicas a Catalunya y revisa especímenes de sus colecciones, con los que describe nuevas especies: la lagartija de Guadarrama (Podarcis guadarramae), la lagartija de Columbretes (Podarcis liolepis atratus) y la lagartija de Valverde (Algyroides hidalgoi).
Con menos fortuna describe dos especies: Molge bolivari en el Pirineo oscense, descrito a partir de un ejemplar conservado en alcohol durante 42 años, que se trataba de un juvenil de Calotriton asper, o la nueva especie de sapo de espuelas Pelobates wilsoni descrito para la sierra de Guadarrama,  que correspondía en realidad a un macho de Bufo spinosus.
Falleció en Valencia el 28 de mayo de 1924.  
Como tributo a su figura, la ciudad de Valencia le dedicó una calle en 1936 y la Universidad de Valencia le dedicó la Biblioteca de Ciencias "Eduardo Boscá".  

## Abreviatura (zoología)
La abreviatura Bosca  se emplea para indicar a Eduardo Boscá como autoridad en la descripción y taxonomía en zoología.